# Huisman
Een huisman of huesman  (Lat. Villicus, maiorum, Husmann, Hausmann) is de middeleeuwse naam voor een vrije boer die zijn eigen boerderij bezit.
Vanaf de 7e eeuw ontstaat in Noord-Europa een feodaal stelsel van leenheren en leenmannen. Verreweg de meeste boeren maken zichzelf afhankelijk van een leenheer door het grondbezit aan de leenheer te schenken in ruil voor bescherming. Een aantal boeren blijven zichzelf verdedigen, houden hun eigen grond en gaan over tot het pachten van de grond van de leenheer. Deze boeren worden vrije of weerboeren genoemd. De officiële benaming voor deze boeren werd Huesmann (Husmann, Hausmann).
Vanaf de 13e eeuw krijgen veel Huesmannen de gepachte grond in erfpacht en vormt dit met hun eigen grond de erfhoeve (Erbhof).
De grootte van het Erbhof besloeg meer dan 20 ha.
In de 13e-eeuwse boerendorpen ontwikkelde zich op deze wijze een hiërarchische structuur. Er bestond een bovenste laag van meliores ('meerderen' of 'beteren') die vanuit hun Huesmanshof (Hausmannstelle) de orde bewaakten en recht spraken als schout (scultetus, schult) over de onderste laag boeren (humiliores).
In Duitsland lukte het velen van deze meliores in de lage adel (Niederadel) op te klimmen. 

## Overige betekenis
Vanaf de twintigste eeuw is het begrip huisman met het begrip huisvrouw inwisselbaar in de zin van een persoon die het (gezins)huishouden doet.